# (4510) Shawna
(4510) Shawna es un asteroide perteneciente al cinturón de asteroides, descubierto el 13 de diciembre de 1930 por Clyde Tombaugh desde el Observatorio Lowell, Flagstaff, Arizona, Estados Unidos.

## Designación y nombre
Designado provisionalmente como 1930 XK. Fue nombrado Shawna en homenaje "Shawna Willoughby", nieta del descubridor.

## Características orbitales
Shawna está situado a una distancia media del Sol de 2,359 ua, pudiendo alejarse hasta 2,687 ua y acercarse hasta 2,032 ua. Su excentricidad es 0,138 y la inclinación orbital 7,046 grados. Emplea 1324 días en completar una órbita alrededor del Sol.

## Características físicas
La magnitud absoluta de Shawna es 12,8. Tiene 6,821 km de diámetro y su albedo se estima en 0,316.